# Catasticta hegemon
Catasticta hegemon is een vlinder uit de onderfamilie Pierinae van de familie van de witjes (Pieridae).
De wetenschappelijke naam van de soort werd in 1889 gepubliceerd door Frederick DuCane Godman & Osbert Salvin.

## Ondersoorten
- Catasticta hegemon hegemon
- Catasticta hegemon helle Röber, 1924
- Catasticta hegemon tatae F.M. Brown & Gabriel, 1939